# Paleolític superior
El Paleolític superior és la tercera i última subdivisió del Paleolític o Edat de Pedra Antiga. De manera molt àmplia, data d'entre 50.000 i 12.000 anys enrere (inici de l'Holocè), segons algunes teories coincidint amb l'aparició de la modernitat conductual en els primers humans moderns, fins a l'adveniment de la revolució neolítica i l'agricultura.
Es creu que els humans anatòmicament moderns (és a dir, l'Homo sapiens) van sorgir a l'Àfrica fa uns 300.000 anys. Alguns han argumentat que les seves formes de vida van canviar relativament poc des de la dels humans arcaics del Paleolític mitjà, fins fa uns 50.000 anys, quan hi va haver un augment marcat de la diversitat d'artefactes trobats associats a restes humanes modernes. Aquest període coincideix amb la data més comuna assignada a l'expansió dels humans moderns des d'Àfrica per Àsia i Euràsia, que va contribuir a l'extinció dels neandertals.
El Paleolític superior té les primeres evidències conegudes d'assentaments organitzats, en forma de campaments, alguns amb fosses d'emmagatzematge. L'obra artística va florir, amb pintura rupestre, petròglifs, talles i gravats sobre os o marfil. També es troben les primeres evidències de la pesca humana, a partir d'artefactes en llocs com la cova de Blombos a Sud-àfrica. Van sorgir agrupacions socials més complexes, sostingudes per fonts d'aliments més variades i fiables i tipus d'eines especialitzades. Això probablement va contribuir a augmentar la identificació del grup o l'ètnia.
El poblament d'Austràlia probablement va tenir lloc abans de fa 60.000 anys. Europa es va poblar després de d'ara fa 45.000 anys. Se sap que els humans anatòmicament moderns s'han expandit cap al nord a Sibèria fins al paral·lel 58 fa uns 45.000 anys (home Ust'-Ishim). El Paleolític Superior es divideix per l'últim màxim glacial, d'uns 25.000 a 15.000 anys. El poblament de les Amèriques es va produir durant aquest temps, amb poblacions d'Àsia oriental i central que van arribar al pont terrestre de Bering després d'uns 35.000 anys, i es van expandir cap a Amèrica fa uns 15.000 anys. A l'euràsia occidental, el Paleolític s'estén a l'anomenat Epipaleolític o Mesolític a partir del final de l'últim màxim glacial, començant fa uns 15.000 anys. La retirada glacial de l'Holocè comença fa 11.700 anys (X mil·lenni aC), entrant fins a l'Epipaleolític del Vell Món, i marcant l'inici de les primeres formes d'agricultura al Creixent fèrtil.

## Tecnologia
El Paleolític superior es caracteritza per una major complexitat en la fabricació d'eines, inclosos materials com ossos d'animals. Es fan servir per a les tasques de la vida quotidiana, la caça i la pesca. Entre les innovacions, cal destacar en primer lloc l'extensió de la talla laminar, fet que dona lloc aprofitar més les primeres matèries. Així mateix, l'ésser humà remodela i adapta els llocs on es refugia, com les coves o els abrics, i empra nous materials, com l'os, l'ivori o les astes de cérvols. També hi comencen les preocupacions estètiques i religioses.
Els nous artefactes, de vegades, s'intercanvien amb altres grups, el que podria ser un precedent del comerç.

## Estil de vida

Possibles rutes migratòries dels humans prehistòrics durant el Paleolític superior

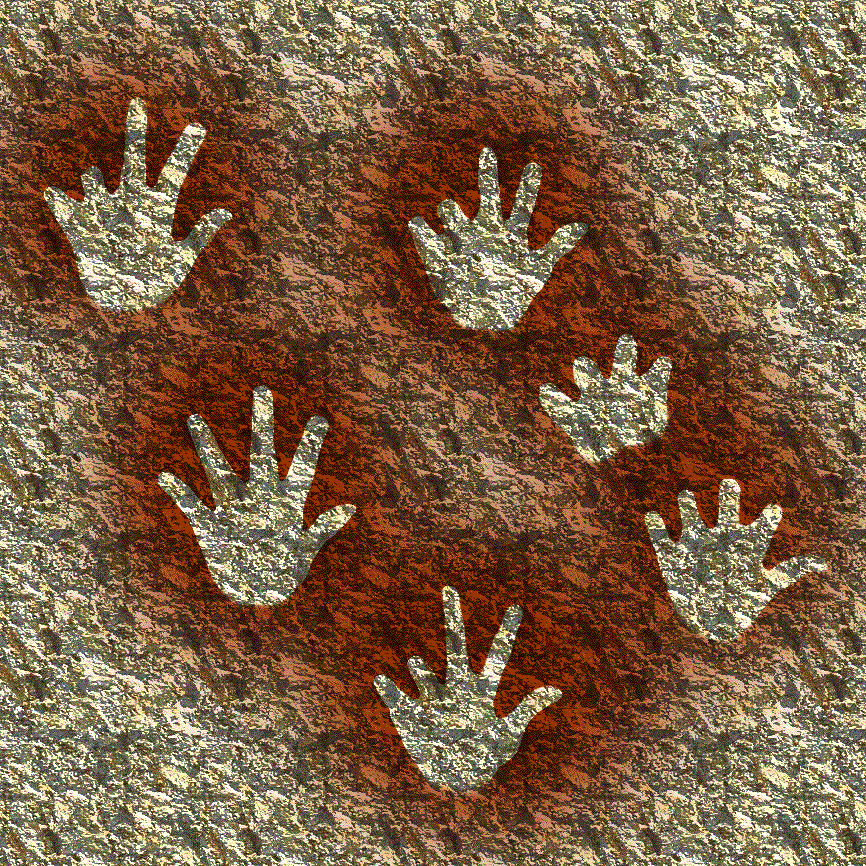
Mans en negatiu de la cova de Gargas, Alts Pirineus, França.

Els primers afectats per l'expansió de l'homo sapiens van ser les altres espècies d'homínids que vivien a Europa o Àsia i que, després d'un període de coexistència, van desaparèixer. Fa uns 100 000 anys el H. sapiens arcaic va arribar a Palestina, però no va ser capaç de seguir cap a occident, potser perquè la seva tecnologia, la mosterià, era igual que la del seu contemporani, l'H. neanderthalensis, que va habitar aquesta mateixa regió posteriorment, sobre el 60.000 aC. Però sí que es va distribuir per orient i va substituir fàcilment als últims Homo erectus d'Indonèsia o la Xina. Va arribar a Austràlia fa uns 60.000 anys. Cap al 40.000 aC i ja amb les seves noves eines aurinyacienses, els cromanyons van començar a estendre per tot Europa. Van compartir durant uns 10.000 anys el terreny amb els neandertals, que van adoptar indústries i comportaments culturals similars abans de desaparèixer definitivament.
Els humans pertanyen a l'espècie Homo sapiens. El crani, amb una capacitat mitjana de 1400 cm3, és més arrodonit i alt que el dels predecessors, tenim mentó i uns arcs supraorbitaris poc evidents. La intel·ligència de H. sapiens no és superior a la que va haver de tenir H. neanderthalensis, però sí que és diferent, molt relacionada amb els comportaments simbòlics que van portar a desenvolupar l'art i unes relacions socials cada vegada més complexes. Un clar exponent d'aquesta nova preocupació pels simbolismes és l'abundància d'adorns personals cosits a la roba o en forma de collarets, polseres o cinturons, decorant les seves eines o fins i tot el seu propi cos, com sembla indicar la presència d'ocre en alguns enterraments. Aquests ornaments no solament van complir un paper estètic sinó que també van servir per identificar els seus portadors i relacionar-los amb el seu grup o tribu.
L'esquelet dels primers H. sapiens era més lleuger que el dels neandertals i es va tornar cada vegada més gràcil al llarg del Paleolític superior. També es va fer més petit: si al principi del període la mitjana d'altura masculina era d'1,76 m i la femenina de 1,63, al Mesolític-Epipaleolític s'havia reduït a 1,63 i 1,51 respectivament. És possible que aquests canvis fossin la conseqüència de l'aparició d'armes com el propulsor i l'arc, que els van permetre matar les seves preses a gran distància i amb menys energia i força. Alhora, la seva major lleugeresa els permetia realitzar llargs desplaçaments amb una despesa energètica relativament baixa.

## Canvis en el clima i la geografia

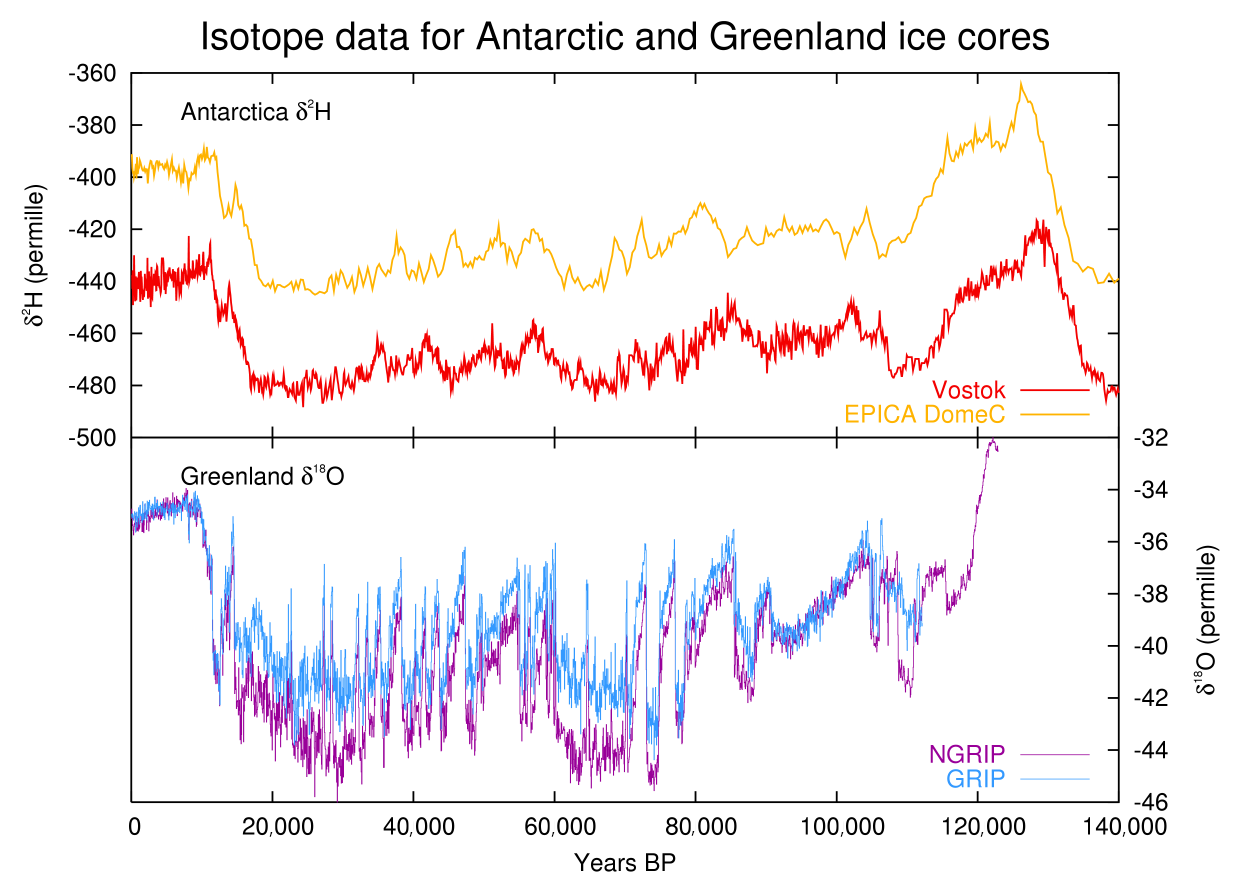
El Paleolític superior va cobrir la segona meitat de l'últim període glacial de 50.000 a 10.000 anys abans de l'actualitat, fins a l'escalfament de l'Holocè. Dades del nucli de gel de l'Antàrtida i Groenlàndia.

El clima del període a Europa va experimentar canvis dramàtics, i va incloure l'últim màxim glacial, la fase més freda de l'últim període glacial, que va durar d'uns 26.500 anys a 19.000 anys, sent el més fred al final, abans d'un escalfament relativament ràpid. Durant el màxim glacial, la major part del nord d'Europa estava cobert per una capa de gel, forçant les poblacions humanes a les zones conegudes com a refugis del darrer màxim glacial, com ara l'actual Itàlia i els Balcans, parts de la península Ibèrica i zones al voltant del Mar Negre.
Aquest període va veure cultures com la solutriana a França i Espanya. La vida humana pot haver continuat a sobre de la capa de gel, però no en sabem gairebé res, i molt poc sobre la vida humana que va precedir les glaceres europees. A la primera part del període, fins a uns 30.000 anys, el període pluvial musterià, de clima sec i plujós al nord d'Àfrica, inclòs el Sàhara, va comportar temperatures més baixes que les actuals; i després d'aquest període el Sàhara es va tornar àrid.
L'últim màxim glacial va ser seguit per l'oscil·lació d'Allerød, un interestat global càlid i humit que es va produir al voltant de fa 13.500 a 13.800 anys. Després va haver-hi un inici molt ràpid, potser en tan sols una dècada, del període climàtic fred i sec de l'estadi del Dryas recent, donant condicions subàrtiques a gran part del nord d'Europa. L'augment preboreal de les temperatures també va començar bruscament al voltant de fa 10.300 anys, i al seu final al voltant dels 9.000 anys havia portat les temperatures gairebé als nivells actuals. En aquest període el Paleolític superior va donar pas a l'inici del següent període cultural mesolític.
A mesura que les glaceres van retrocedir, el nivell del mar va augmentar; el Canal de la Mànega, el mar d'Irlanda i el mar del Nord eren terrestres en aquesta època, i el mar Negre un llac d'aigua dolça. En particular, la costa atlàntica es trobava inicialment lluny del mar en termes moderns en la majoria de les zones, encara que la costa mediterrània s'ha retirat molt menys, excepte al nord de l'Adriàtic i l'Egeu. L'augment del nivell del mar va continuar fins almenys fa 7.500 anys (5500 aC), per la qual cosa es perden evidències de l'activitat humana al llarg de les costes d'Europa al Paleolític superior.

## Períodes climàtics
En aquest període, s'alternen diversos episodis climàtics de clima molt fred però amb altres de més suaus. Els períodes climàtics foren els següents:
- 33.000-27.000 aC, Würm II, clima fred.
- 27.000-23.000 aC, oscil·lació de Paudorf, clima suau.
- 23.000-12.000 aC, Würm I, clima fred
- 12.000-11.000 aC, oscil·lació de Bølling, clima suau.
- 11.000-10.000 aC, Würm III, clima fred.
- 10000-9000 aC, oscil·lació d'Allerød, clima suau.
- 9000-8000 aC Würm III, clima fred.

Després de 8000 aC postglacial, va sorgir el clima càlid.

## Cultures

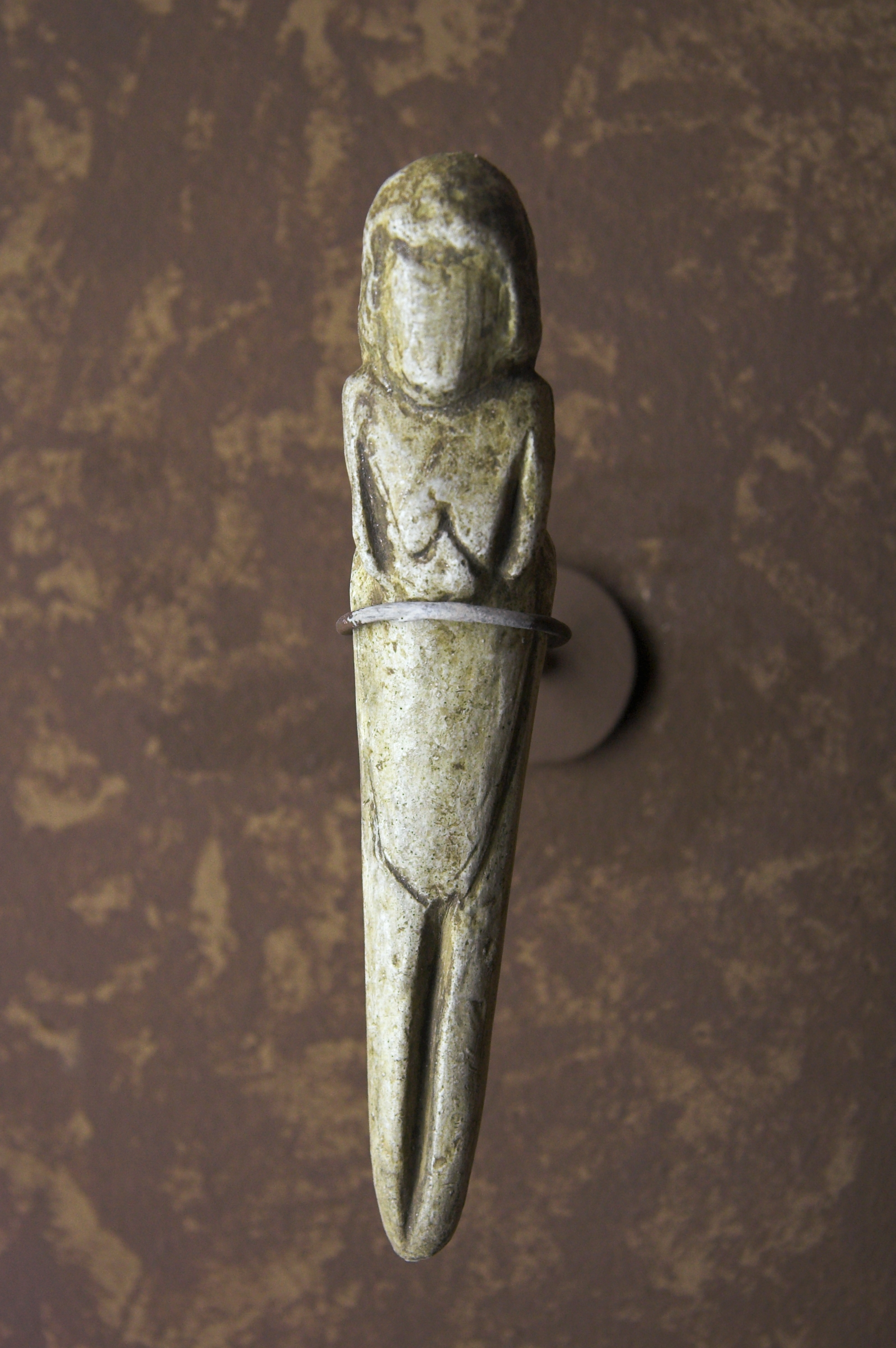
Estatueta d'una Venus de Mal'ta, de la cultura del Paleolític superior més oriental, la cultura Mal'ta-Buret', a Sibèria

El Paleolític superior a la regió francocantàbrica:
- La cultura del Châtelperronià es trobava al centre i sud-oest de França i al nord d'Espanya. Sembla derivar de la cultura del Mousterià, i representa el període de superposició entre els neandertals i l'Homo sapiens. Aquesta culturava durar d'aproximadament fa 45.000 anys a fa 40.000 anys.[9]
- La cultura de l'Aurinyacià es va localitzar a Europa i al sud-oest d'Àsia, i l'època d'esplendor va ser entre 43.000 i 26.000 aC. Podria haver estat contemporania amb el Perigordià (un grup disputat de les primeres cultures Châtelperronianes i posteriors Gravettiana).
- La cultura del Gravetià es trobava arreu d'Europa. Els jaciments gravetians daten generalment entre fa 33.000 i 20.000 anys.
- La cultura del Solutrià es trobava a l'est de França, Espanya i Anglaterra. Els artefactes solutrians han estat datats entre fa 22.000 i 17.000 anys.
- Hi ha evidència de la cultura del Magdalenià des de Portugal a Polònia durant el període que engloba del 17.000 aC al 12.000 aC.
- Europa central i oriental:
  - 33,000 BP, Gravetià al sud d'Ucraïna[10]
  - 30,000 BP, Szeletià
  - 22,000 BP, Vaulovià i Aurinyacià
  - 13,000 BP, Ahrensburguià (Alemanya, Països Baixos, Anglaterra)
  - 12,000 BP, Epigravettià
- Àfrica septentrional i occidental i Sàhara:
  - 32,000 BP, Aterià (Algèria i Líbia)
  - 12,000 BP, Iber-Maurità i Sebilià
  - 10,000 BP, Capsià (Tunísia, Algèria)
- Àsia central, meridional i oriental:
  - 50,000 BP, Fauresmitià
  - 30,000 BP, Stillbayan
  - 12,000 BP, Lupembià
  - 11,000 BP, Magosià (Zàmbia, Tanzània)
  - 9,000 BP, Wiltonià
- Àsia occidental inclòs Orient Mitjà:
  - 50,000 BP, Jabroudià
  - 40,000 BP, Amoudià
  - 30,000 BP, Emirà
  - 20,000 BP, Aurinyacià
  - 12,000 BP, Kebarià, Atlitià
- Àsia meridional, central i septentrional:
  - 30,000 BP, Angarà
  - 11,000 BP, Khandivili
- Est i s'ud-est asiàtic:
  - 30,000 BP, Sen-Doki
  - 16,000 BP, Període Jōmon comença en l'l'antic Japó
  - 12,000 BP, antic Japó
  - 10,000 BP, Hoabinià
  - 9,000 BP, Jōmon

Oceania:
- 40.000 BP, cultura Whadjuk i Noongar (Perth, Austràlia)[11]
- 35.000 BP, cultura Wurundjeri, Boonwurrung i Wathaurong (Melbourne, Austràlia)[12]
- 30.000 BP, cultura Eora i Darug[13] (Sydney, Austràlia)[14]
- 30.000 BP, cultura Arrernte (Alice Springs, Austràlia Central)[15]